# Bergrechtliche Gewerkschaft

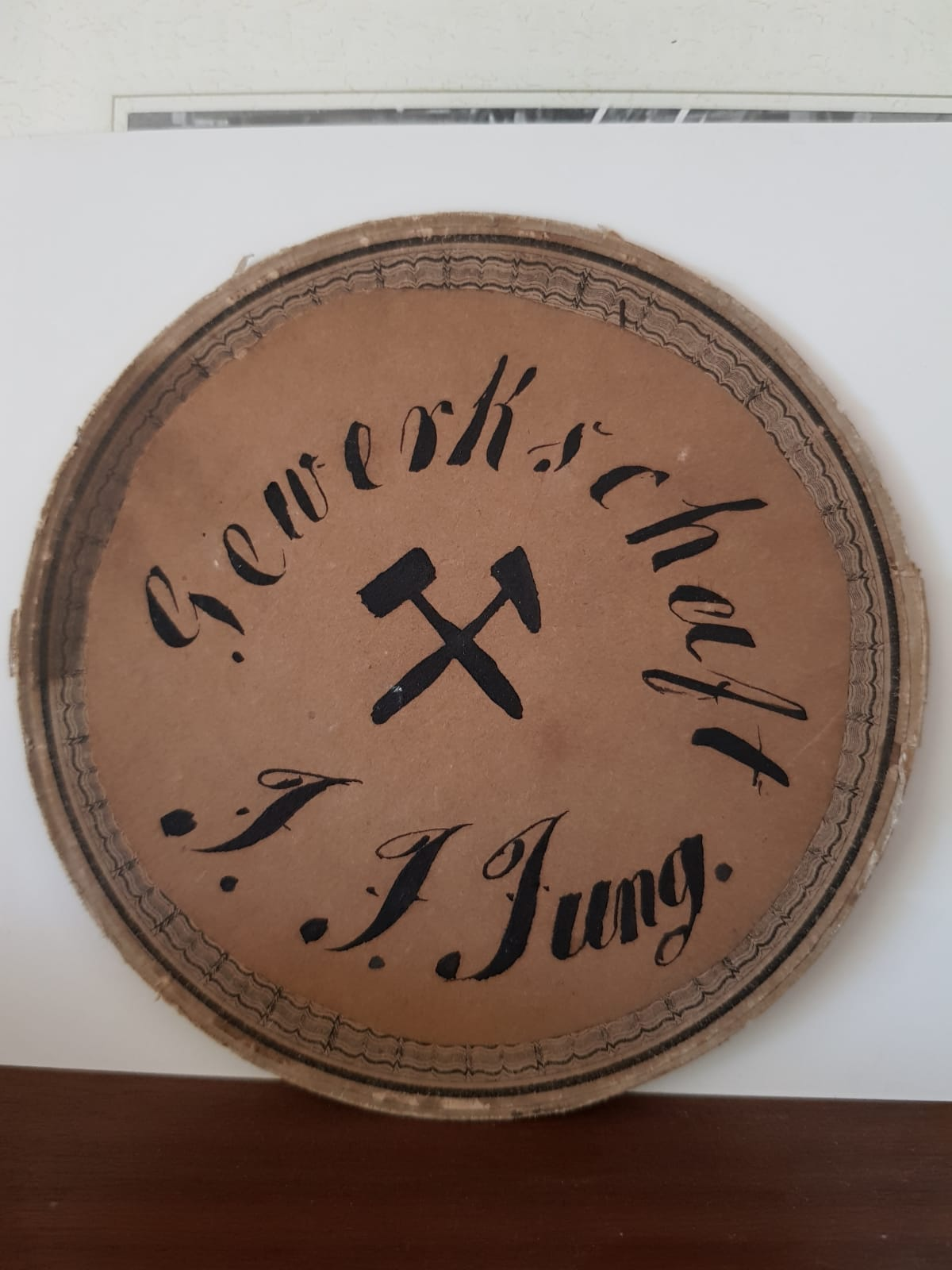
Gewerkschaft J. J. Jung

Eine Gewerkschaft im bergrechtlichen Sinne war eine Gemeinschaft von Interessenten, die sich zusammengeschlossen hatten, um in einem umgrenzten Bereich auf eigene Rechnung Bergbau zu betreiben. Sie war nach heutigen Maßstäben eine Kapitalgesellschaft. Die Gewerkschaft wurde als Rechtsform für ein Bergbauunternehmen fast ausschließlich nur im deutschen Bergbau angewendet, im Ausland war diese Gesellschaftsform kaum bekannt.

## Grundlagen und Geschichte
Bereits seit dem Mittelalter gab es in den Bergordnungen die Rechtsform der Gewerkschaft. Vorläufer dieser Rechtsform waren die aus dem Zusammenschluss mehrerer Eigenlöhner bestehenden Gesellschaften. Gewerkschaften sind danach aus den genossenschaftlichen Zusammenschlüssen mehrerer Bergleute zum gemeinschaftlichen Betrieb eines Bergwerks entstanden. Das Bergwerkseigentum wurde hierbei in eine festgelegten Zahl von Anteilen, die Kuxe, aufgeteilt, die an die Anteilseigner ausgegeben wurden. Das hatte den Vorteil, dass deutlich mehr Kapital in die Bergwerksunternehmen fließen konnte als bei den Einzelunternehmen und das unternehmerische Risiko auf mehrere verteilt wurde. Die Anzahl der Kuxe war in der Regel auf 128 Stück begrenzt, jedoch gab es auch Bergreviere, in denen 130 oder auch 135 Kuxe pro Gewerkschaft verkauft wurden. Die so entstandenen Bergwerke wurden als Gewerkschaftliche Zeche oder Gewerkschaftliche Grube bezeichnet. Im Gegensatz zu den gewerkschaftlichen Zechen gab es auch Eigenlöhnerzechen. Bei diesen Zechen baute der Lehnträger auf eigene Rechnung, jedoch wurden keine Kuxe ausgegeben. Die Anteilseigner der Gewerkschaften wurden als Gewerken bezeichnet. Im Unterschied zu Aktionären erhielten die Gewerken als Kuxinhaber nicht nur den ihnen zustehenden Anteil der Ausbeute, sondern sie waren auch zur Zubuße verpflichtet, hatten also eine Nachschusspflicht, wenn die Gewerkschaft Kapital benötigte. Diese Regelung führte jedoch bei lang anhaltenden betrieblichen Störungen dazu, dass einige Gewerke sehr schnell ihre Baulust verloren und ihre Kuxe wieder zurückgaben. Im Laufe der Jahrhunderte haben sich zwei Formen der Gewerkschaft im Bergbau entwickelt, die Gewerkschaft nach altem Recht und die Gewerkschaft nach neuem Recht. Mit Inkrafttreten des heutigen Bundesberggesetzes zum 1. Januar 1982 wurde festgelegt, dass alle noch bestehenden bergrechtlichen Gewerkschaften bis spätestens Ende 1994 aufzulösen oder in andere Gesellschaftsformen umzuwandeln waren.

## Gewerkschaft nach altem Recht
Die Gewerkschaft des alten Rechts war eine Rechtsform, die vor dem Inkrafttreten des Allgemeinen Berggesetzes der preußischen Staaten im Bergbau galt. Durch die Einführung dieser Rechtsform nahmen erstmals auch auswärtige Personen durch den Kauf von Kuxen am Bergbau der jeweiligen Länder teil. Diese Gewerkschaft war keine juristische Person. Es fehlte ihr somit die legale namentliche Vertretung vor Gericht. Die Gewerken waren Miteigentümer am Bergwerkseigentum nach Bruchteilen, jedoch gehörten ihre Kuxe nicht zum beweglichen Vermögen. Einer der Gewerken, der Lehnträger, war mit einer Generalvollmacht versehen, um die Verhandlungen mit der zuständigen Bergbehörde durchzuführen. Bei Gewerkschaften, deren Gewerken von außerhalb kamen, gab es zudem eine von diesen Gewerken bevollmächtigte Person, den Gewerkenverleger, der die Aufgaben der auswärtigen Gewerken am Ort des Bergamtes vertrat. Vorteil bei dieser Rechtsform gegenüber der Eigenlöhner - Gesellschaft war, dass nun deutlich mehr als nur acht Teilnehmer an dem Bergwerk beteiligen konnten. Entscheidungen, die alle Mitgewerken betrafen, konnte ein Gewerke oder Lehnträger nicht allein treffen, sondern nur die Gewerkenversammlung. Im Laufe der Jahre erhielt die Bergbehörde immer mehr Einfluss auf den Bergbau. Nach Einführung des Direktionsprinzips wurden die Bergwerke der Gewerkschaften durch die Bergbeamten geführt und verwaltet. Dies bedeutete, dass die Leitung des Grubenbetriebs durch den Bergwerksverwalter in Zusammenarbeit mit dem Oberbergmeister erfolgte. Betriebspläne wurden von den Berggeschworenen unter Hinzuziehung der Gewerkschaften und der Steiger entworfen, zudem wurde der komplette Grubenhaushalt hauptsächlich von der Bergbehörde bestimmt. Für die Gewerken bedeutete dies, dass sie keinerlei Möglichkeiten hatten, ihre Betriebe selber zu führen. Sie hatten noch nicht einmal die Möglichkeit, Einfluss auf die Personalausstattung ihres Bergwerks zu nehmen, da die Bergbehörden von der Lohnfindung bis zur Disziplinierung der Arbeiter und Grubenbeamten alles bestimmten. Mit Inkrafttreten des Allgemeinen Berggesetzes für die Preußischen Staaten kam es zu einer wesentlichen Neuerung beim Gewerkschaftsrecht, was einen großen Einfluss auf die Gewerkschaften nach altem Recht hatte. Zwar wurden die Rechtsform der Gewerkschaft des alten Rechts nicht aufgelöst, sie bestanden also weiter, jedoch bestand ab sofort die Möglichkeit, Gewerkschaften umzuwandeln in Gewerkschaften des neuen Rechts, wenn drei Viertel aller Kuxe dafür stimmten.

## Gewerkschaft nach neuem Recht

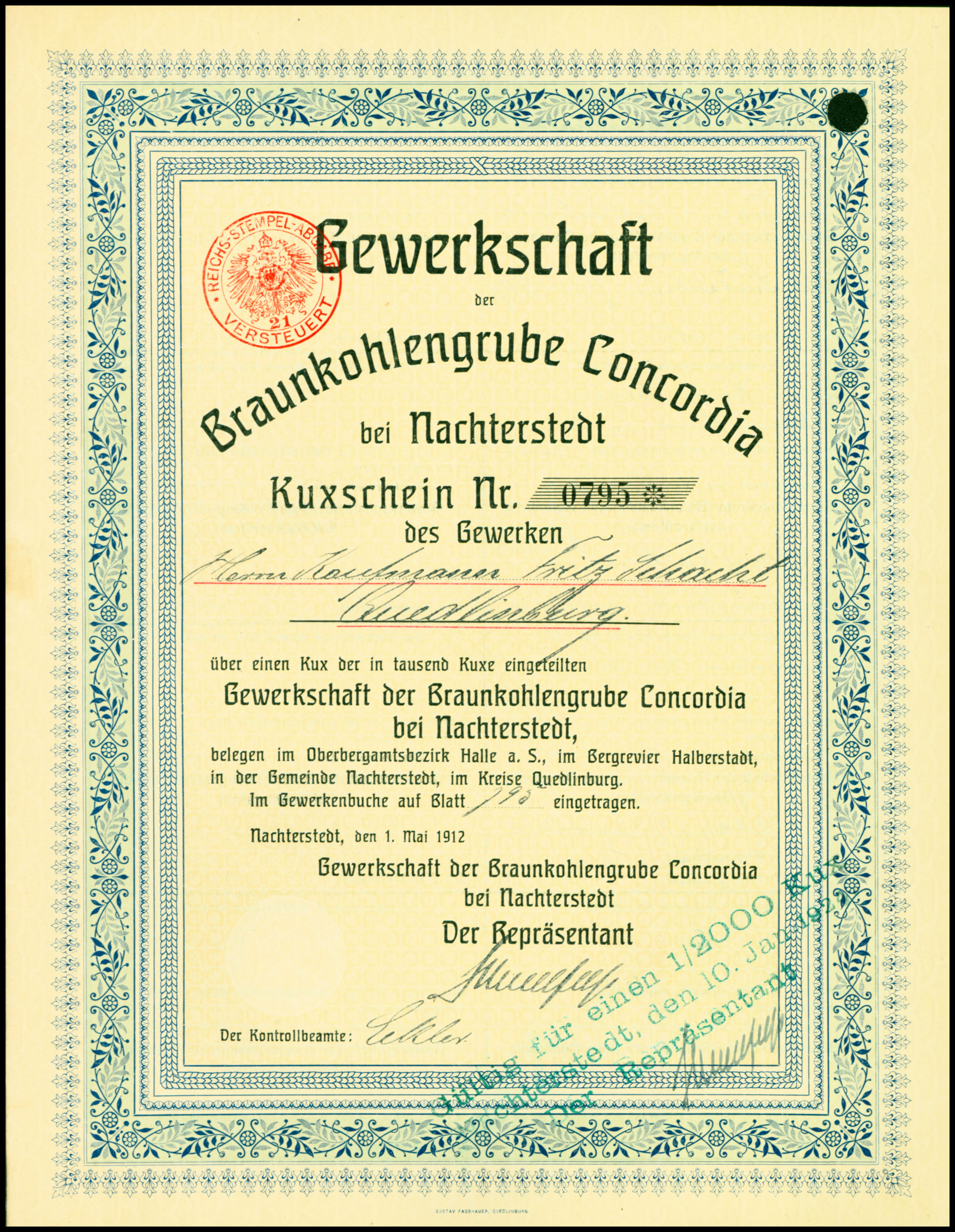
Kuxschein der Gewerkschaft der Braunkohlengrube Concordia vom 1. Mai 1912

Bei der Reformierung der Berggesetze waren die jeweiligen Gesetzgeber bestrebt, bestimmte Formen der Bergwerksgesellschaften zu berücksichtigen und neu zu strukturieren und dieses in die neuen Berggesetze einfließen zu lassen. Der Gewerkschaft des neuen Rechts kam somit zugute, das durch die Änderung des Berggesetzes auch die Vorschriften für die Gründung von Gewerkschaften den allgemeinen wirtschaftlichen Verhältnisse angepasst wurden. Die Gewerkschaften nach preußischem Bergrecht von 1864 betrieben den Abbau von Bodenschätzen (Kohle, Erz, Salz, Erdöl, Torf, Mineralien, Naturstein). Sie ähnelten einer heutigen Aktiengesellschaft mit vinkulierten Namensaktien. Die Anzahl der Kuxe wurde von 128 auf 1000 erhöht. Es war jedoch auch möglich, die Anzahl der Kuxe auf Beschluss auf ein Vielfaches davon, jedoch bis zu maximal 10.000 Kuxe, zu erhöhen. Die neuen Kuxe zählten in ihrer rechtlichen Natur zu den beweglichen Sachen. Die Gewerkschaft galt vor Gericht als juristische Person und konnte somit auch dort unumgänglich ihre Rechte wahren. Sie trug, wenn nichts anderes nach Gewerkschaftsstatut beschlossen wurde, den Namen des Bergwerks, auf Grund dessen sie gegründet worden war. Gesetzlicher Vertreter der Gewerkschaft war der Repräsentant oder Grubenvorstand. Die Namen der Gewerken und deren jeweilige Anzahl an Kuxen wurde in das Gewerkenbuch eingetragen. Nur wer in das Gewerkenbuch eingetragen war, galt als Gewerke der jeweiligen Gewerkschaft. Das Buch wurde vom Repräsentanten der Gewerkschaft geführt. Gewerken konnten somit ihre Kuxe nicht ohne Zustimmung der anderen Gewerken veräußern. Kuxe waren also schwer handelbar, trotzdem gab es vor dem Zweiten Weltkrieg eine eigene Kuxbörse in Essen.
Durch die gesetzlichen Veränderungen im Bergbau, es galt das Inspektionsprinzip, konnten die Bergwerkseigentümer nun unternehmerisch frei tätig werden. Die Rechtsaufsicht über die Gewerkschaften wurde weiterhin von den Bergämtern und Oberbergämtern ausgeübt. Eine finanzielle Erleichterung für die neue Gewerkschaft war die Verringerung der Besteuerung vom Zehnten auf den Zwanzigsten. Für Verbindlichkeiten der Gewerkschaft haftete nur das Vermögen der Gewerkschaft und nicht der einzelne Anteilseigner mit seinem Privatvermögen. Diese neue Form der Gewerkschaft bot nun konservativen Unternehmern große Entfaltungsmöglichkeiten. So konnten sie nun auch die Beschlüsse über die Ausbeute und die Ausschreibung von Zubußen ohne Einflussnahme durch die Bergbehörde selber bestimmen. Zusätzlich konnten die Gewerken Einfluss auf die Lohngestaltung nehmen. Allerdings konnten Beschlüsse auch bei dieser Gewerkschaft nicht von einzelnen Gewerken gefasst werden, sondern wurden von der Gewerkenversammlung gefasst. Die Führung des Grubenbetriebs erfolgte durch den Betriebsführer oder bei kleineren Bergwerken durch Grubenverwalter. Die Gewerkschaft konnte später auch auf Beschluss der Gewerkenversammlung und nach Bestätigung durch die zuständige Bergbehörde in eine andere Gesellschaftsformen wie z. B. Kommanditgesellschaft, eine Handelsgesellschaft oder eine Aktiengesellschaft oder auch in eine Kommanditgesellschaft auf Aktien umgewandelt werden.